# Tour de Romandie 2013
67. edycja wyścigu kolarskiego Tour de Romandie odbyła się w dniach 23-28 kwietnia 2013 roku. Liczyła sześć etapów, o łącznym dystansie 695 km. Wyścig zaliczany był do rankingu światowego UCI World Tour 2013.

## Uczestnicy
Na starcie tego wyścigu stanęło 21 zawodowych ekip, dziewiętnaście drużyn jeżdżących w UCI World Tour 2013 i dwie profesjonalne ekipy zaproszone przez organizatorów z tzw. „dziką kartą”.
Lista drużyn uczestniczących w wyścigu:
| Numery  | Kod | Zespół                  |
| ------- | --- | ----------------------- |
| 1-8     | SKY | Sky Procycling          |
| 11-18   | KAT | Team Katusha            |
| 21-28   | RLT | RadioShack-Leopard      |
| 31-38   | MOV | Movistar Team           |
| 41-48   | OPQ | Omega Pharma-Quick Step |
| 51-58   | GRS | Garmin-Sharp            |
| 61-68   | BMC | BMC Racing Team         |
| 71-78   | CAN | Cannondale              |
| 81-88   | BLA | Blanco Pro Cycling Team |
| 91-98   | A2R | Ag2r-La Mondiale        |
| 101-108 | AST | Astana Pro Team         |

| Numery  | Kod | Drużyna           |
| ------- | --- | ----------------- |
| 111-118 | LAM | Lampre-Merida     |
| 121-128 | TST | Team Saxo-Tinkoff |
| 131-138 | OGE | Orica-GreenEdge   |
| 141-148 | EUS | Euskaltel-Euskadi |
| 151-158 | FDJ | FDJ               |
| 161-168 | VCD | Vacansoleil-DCM   |
| 171-178 | LTB | Lotto-Belisol     |
| 181-188 | ARG | Argos-Shimano     |
| 191-198 | EUC | Team Europcar     |
| 201-208 | IAM | IAM Cycling       |

## Etapy
| Etap   | Data        | Start - Meta                            | km    | Typ         | Zwycięzca etapu      | Lider        |
| ------ | ----------- | --------------------------------------- | ----- | ----------- | -------------------- | ------------ |
| prolog | 23 kwietnia | Tremplin du Châble – Bruson             | 7,45  | ITT         | Chris Froome         | Chris Froome |
| 1.     | 24 kwietnia | Saint-Maurice – Renens/Ouest lausannois | 176,8 | Pagórkowaty | Gianni Meersman      | Chris Froome |
| 2.     | 25 kwietnia | Prilly – Grenchen                       | 190,3 | Płaski      | Ramūnas Navardauskas | Chris Froome |
| 3.     | 26 kwietnia | Payerne – Payerne                       | 181   | Płaski      | Gianni Meersman      | Chris Froome |
| 4.     | 27 kwietnia | Marly – Les Diablerets                  | 188,5 | Górski      | Simon Špilak         | Chris Froome |
| 5.     | 28 kwietnia | Genewa                                  | 18,6  | ITT         | Tony Martin          | Chris Froome |

### Prolog - 23.04: Le Châble - Bruson, 7,45 km
| #  | Zawodnik           | Zespół | Czas    |
| -- | ------------------ | ------ | ------- |
| 1  | Chris Froome       | SKY    | 13' 16" |
| 2  | Andrew Talansky    | GRS    | + 6"    |
| 3  | Robert Kišerlovski | RLT    | + 13"   |
|    |                    |        |         |
| 14 | Sylwester Szmyd    | MOV    | + 26"   |
| 22 | Rafał Majka        | TST    | + 32"   |

| #  | Zawodnik           | Zespół | Czas    |
| -- | ------------------ | ------ | ------- |
| 1  | Chris Froome       | SKY    | 13' 16" |
| 2  | Andrew Talansky    | GRS    | + 6"    |
| 3  | Robert Kišerlovski | RLT    | + 13"   |
|    |                    |        |         |
| 14 | Sylwester Szmyd    | MOV    | + 26"   |
| 22 | Rafał Majka        | TST    | + 32"   |

### Etap 1 – 24.04: Saint-Maurice - Renens, 176,8 km
| #  | Zawodnik        | Zespół | Czas       |
| -- | --------------- | ------ | ---------- |
| 1  | Gianni Meersman | OPQ    | 4h 29' 09" |
| 2  | Giacomo Nizzolo | RLT    | + 0"       |
| 3  | Roberto Ferrari | LAM    | + 0"       |
|    |                 |        |            |
| 26 | Rafał Majka     | TST    | + 0"       |
| 52 | Sylwester Szmyd | MOV    | + 0"       |

| #  | Zawodnik           | Zespół | Czas       |
| -- | ------------------ | ------ | ---------- |
| 1  | Chris Froome       | SKY    | 4h 42' 24" |
| 2  | Andrew Talansky    | GRS    | + 6"       |
| 3  | Robert Kišerlovski | RLT    | + 13"      |
|    |                    |        |            |
| 15 | Sylwester Szmyd    | MOV    | + 26"      |
| 23 | Rafał Majka        | TST    | + 32"      |

### Etap 2 – 25.04: Prilly - Granges, 190,3 km
| #  | Zawodnik             | Zespół | Czas       |
| -- | -------------------- | ------ | ---------- |
| 1  | Ramūnas Navardauskas | GRS    | 4h 51' 49" |
| 2  | Enrico Gasparotto    | AST    | + 0"       |
| 3  | Gianni Meersman      | OPQ    | + 0"       |
|    |                      |        |            |
| 23 | Rafał Majka          | TST    | + 0"       |
| 77 | Sylwester Szmyd      | MOV    | + 0"       |

| #  | Zawodnik           | Zespół | Czas       |
| -- | ------------------ | ------ | ---------- |
| 1  | Chris Froome       | SKY    | 9h 34' 13" |
| 2  | Andrew Talansky    | GRS    | + 6"       |
| 3  | Robert Kišerlovski | RLT    | + 13"      |
|    |                    |        |            |
| 15 | Sylwester Szmyd    | MOV    | + 26"      |
| 23 | Rafał Majka        | TST    | + 32"      |

### Etap 3 – 26.04: Payerne - Payerne, 181 km
| #   | Zawodnik          | Zespół | Czas       |
| --- | ----------------- | ------ | ---------- |
| 1   | Gianni Meersman   | OPQ    | 4h 19' 03" |
| 2   | Francesco Gavazzi | AST    | + 0"       |
| 3   | Michael Albasini  | OGE    | + 0"       |
|     |                   |        |            |
| 19  | Rafał Majka       | TST    | + 0"       |
| 102 | Sylwester Szmyd   | MOV    | + 1' 29"   |

| #  | Zawodnik        | Zespół | Czas        |
| -- | --------------- | ------ | ----------- |
| 1  | Chris Froome    | SKY    | 13h 53' 16" |
| 2  | Andrew Talansky | GRS    | + 6"        |
| 3  | Gianni Meersman | OPQ    | + 9"        |
|    |                 |        |             |
| 21 | Rafał Majka     | TST    | + 33"       |
| 73 | Sylwester Szmyd | MOV    | + 1' 55"    |

### Etap 4 – 27.04: Marly - Les Diablerets, 188,5 km
| #   | Zawodnik        | Zespół | Czas       |
| --- | --------------- | ------ | ---------- |
| 1   | Simon Špilak    | KAT    | 5h 10' 00" |
| 2   | Chris Froome    | SKY    | + 0"       |
| 3   | Rui Costa       | MOV    | + 1' 03"   |
|     |                 |        |            |
| 109 | Sylwester Szmyd | MOV    | + 29' 10"  |
| -   | Rafał Majka     | TST    | DNF        |

| #  | Zawodnik        | Zespół | Czas        |
| -- | --------------- | ------ | ----------- |
| 1  | Chris Froome    | SKY    | 19h 03' 10" |
| 2  | Simon Špilak    | KAT    | + 47"       |
| 3  | Rui Costa       | MOV    | + 1' 21"    |
|    |                 |        |             |
| 75 | Sylwester Szmyd | MOV    | + 31' 11"   |

### Etap 5 – 28.04: Genewa, 18,6 km
| #  | Zawodnik        | Zespół | Czas     |
| -- | --------------- | ------ | -------- |
| 1  | Tony Martin     | OPQ    | 21' 08"  |
| 2  | Adriano Malori  | LAM    | + 15"    |
| 3  | Chris Froome    | SKY    | + 34"    |
|    |                 |        |          |
| 76 | Sylwester Szmyd | MOV    | + 2' 15" |

| #  | Zawodnik        | Zespół | Czas        |
| -- | --------------- | ------ | ----------- |
| 1  | Chris Froome    | SKY    | 19h 24' 51" |
| 2  | Simon Špilak    | KAT    | + 54"       |
| 3  | Rui Costa       | MOV    | + 1' 49"    |
|    |                 |        |             |
| 73 | Sylwester Szmyd | MOV    | + 32' 52"   |

## Liderzy klasyfikacji po etapach
| Etap                 | Zwycięzca            | Klasyfikacja generalna | Klasyfikacja sprinterska | Klasyfikacja górska | Klasyfikacja młodzieżowa | Klasyfikacja drużynowa |
| -------------------- | -------------------- | ---------------------- | ------------------------ | ------------------- | ------------------------ | ---------------------- |
| P                    | Chris Froome         | Chris Froome           | —                        | —                   | Thibaut Pinot            | Sky Procycling         |
| 1                    | Gianni Meersman      | Chris Froome           | Julien Bérard            | Garikoitz Bravo     | Thibaut Pinot            | Sky Procycling         |
| 2                    | Ramūnas Navardauskas | Chris Froome           | Matthias Brändle         | Garikoitz Bravo     | Thibaut Pinot            | Sky Procycling         |
| 3                    | Gianni Meersman      | Chris Froome           | Matthias Brändle         | Marcus Burghardt    | Thibaut Pinot            | Sky Procycling         |
| 4                    | Simon Špilak         | Chris Froome           | Matthias Brändle         | Marcus Burghardt    | Thibaut Pinot            | Sky Procycling         |
| 5                    | Tony Martin          | Chris Froome           | Matthias Brändle         | Marcus Burghardt    | Wilco Kelderman          | Sky Procycling         |
| Klasyfikacja końcowa | Klasyfikacja końcowa | Chris Froome           | Matthias Brändle         | Marcus Burghardt    | Wilco Kelderman          | Sky Procycling         |

## Klasyfikacje końcowe

### Klasyfikacja generalna
|    | Zawodnik               | Zespół                  | Czas        |
| -- | ---------------------- | ----------------------- | ----------- |
| 1  | Chris Froome           | Sky Procycling          | 19h 24' 51" |
| 2  | Simon Špilak           | Team Katusha            | + 54"       |
| 3  | Rui Costa              | Movistar Team           | + 1' 49"    |
| 4  | Tom Danielson          | Garmin-Sharp            | + 1' 54"    |
| 5  | Wilco Kelderman        | Blanco Pro Cycling Team | + 2' 03"    |
| 6  | Jean-Christophe Peraud | Ag2r-La Mondiale        | + 2' 14"    |
| 7  | Jurgen Van den Broeck  | Lotto-Belisol           | + 2' 16"    |
| 8  | Richie Porte           | Sky Procycling          | + 2' 31"    |
| 9  | Alejandro Valverde     | Movistar Team           | + 2' 32"    |
| 10 | Marcel Wyss            | IAM Cycling             | + 2' 41"    |

|   | Zawodnik         | Zespół            | Punkty |
| - | ---------------- | ----------------- | ------ |
| 1 | Marcus Burghardt | BMC Racing Team   | 46     |
| 2 | Garikoitz Bravo  | Euskaltel-Euskadi | 29     |
| 3 | Arthur Vichot    | FDJ               | 26     |
| 4 | Pierre Rolland   | Team Europcar     | 19     |
| 5 | Julien Bérard    | Ag2r-La Mondiale  | 18     |

|   | Zawodnik         | Zespół            | Punkty |
| - | ---------------- | ----------------- | ------ |
| 1 | Matthias Brändle | IAM Cycling       | 19     |
| 2 | Arthur Vichot    | FDJ               | 9      |
| 3 | Marcus Burghardt | BMC Racing Team   | 9      |
| 4 | Julien Bérard    | Ag2r-La Mondiale  | 7      |
| 5 | Mikel Astarloza  | Euskaltel-Euskadi | 6      |

|   | Zawodnik              | Zespół                  | Czas        |
| - | --------------------- | ----------------------- | ----------- |
| 1 | Wilco Kelderman       | Blanco Pro Cycling Team | 19h 26' 54" |
| 2 | Thibaut Pinot         | FDJ                     | + 40"       |
| 3 | Carlos Betancur       | Ag2r-La Mondiale        | + 48"       |
| 4 | Sébastien Reichenbach | IAM Cycling             | + 3' 34"    |
| 5 | Georg Preidler        | Argos-Shimano           | + 3' 48"    |

|   | Zespół             | Czas        |
| - | ------------------ | ----------- |
| 1 | Sky Procycling     | 58h 20′ 44″ |
| 2 | RadioShack-Leopard | + 4' 23"    |
| 3 | Movistar Team      | + 5' 19"    |
| 4 | IAM Cycling        | + 5' 22"    |
| 5 | Ag2r-La Mondiale   | + 6' 30"    |